# ピュ〜ぴる
ピュ〜ぴる（Pyuupiru、1974年 -）は、日本の現代美術作家。

## 人物、来歴
東京都出身。10代の頃に独学で洋裁を始め、さまざまなコスチュームを制作するようになる。1997年頃からは、あらかじめ型紙を取ることなく、裁縫やニッティングを繰り返すことで造り上げる造形のキャラクターとして表現するようになる。作家自身がこれらのコスチュームを身につけ、それぞれのキャラクターになりきるパフォーマンスなどを行なう。
3年半ほどで、ニット作品を計9体制作した。制作当時、自身が勝手にペイントをして改造した部屋に住んでおり、雑誌などの部屋、インテリア特集に掲載されているうちに、カメラマンの吉永マサユキと出会う。その後ニット作品の制作を終え、作品の写真撮影を行った。
ニューヨークのカルチャー誌『ペーパー・マガジン』のキム（・ハストレイター）編集長がピュ〜ぴるをフィーチャーし、正月にカレンダーを付録でつけた。その後、イタリアン『VOGUE』にも掲載され、海外での知名度が上がっていく。
横浜トリエンナーレ2005をきっかけに本格的に現代美術家として活動をはじめる。2007年にタイで性別適合手術を行う。2010年、映画監督の松永大司が8年間ピュ〜ぴるを撮影したドキュメンタリー映画、『ピュ〜ぴる』（Pyuupiru 2001-2008）が海外の映画祭で発表される。日本では、2011年3月に公開。

## 主な作品
- 「PLANETARIA」（2003年） ニットで制作された9体の立体作品。東京のGALLERY SPEAK FORにて発表。
- 「LOVE REINCARNATION」（2005年） 約5万羽の金の折り鶴を素材に構成された立体作品と、自身が円形の台座に投影された映像作品とが組み合わされたインスタレーション作品。横浜トリエンナーレ2005にて発表。
- 「GRAND MOTHER」（2008年） 実の祖母の死から着想を得た、献花と立体とを構成したオマージュ作品。台北のMOCA Taipeiにて発表。
- 「SELF PORTRAIT」（2008年） 男性から女性、モンスターから完全なる自分へと変貌を遂げる軌跡を、セルフポートレートとして制作した作品。横浜の横浜美術館、台北のKuandu Museum of Fine Artにて発表。
- 「VIRGIN WHITE」（2008年） 男性から女性へと変貌を遂げる軌跡を、純白のドレスに表現した立体作品。横浜美術館にて発表。

## 展示歴
個展
2003年
- GALLERY SPEAK FOR “PLANETARIA ”（東京）

グループ展
2011年
- New Benaki Museum / ARRRGH! Monsters in Fashion（アテネ）

2010年
- Museum Boijmans Van Beuningen / FASHION ON THE EDGE（ロッテルダム）

2008年
- 国立台湾芸術大学 開渡美術館 / I HAVE A DREAM（台北）
- NICHIDO CONTEMPORARY ART / IDENTITY（東京）

2007年
- 横浜美術館 / GOTH（横浜）
- 台北現代美術館(MOCA Taipei) / FASHION ACCIDENTALLY（台北）

2005年
- 横浜トリエンナーレ2005 / ART CIRCUS（横浜）

パフォーマンス
2008年
- 横浜美術館 / GOTH “Secret no,4 - SRS - ” （横浜）

2007年
- 台北現代美術館(MOCA TAIPEI) / FASHION ACCIDENTALLY “Secret no,3 - GRANDMOTHER - ”（台北）

2006年
- SOLOMON R.GUGGENHEIM MUSEUM COMMISSION PERFORMANCE WORK “Secret no,2 - LOVE CASTRATION - ”（東京）

2005年
- 横浜トリエンナーレ2005 / ART CIRCUS“Secret no,1 - LOVE REINCARNATION -” （横浜）

パブリックコレクション
- 「PLANETARIA」 / Museum Boijmans Van Beuningen（ロッテルダム）

その他の活動
2009年
- Qomolangma Tomato 3rd ALBUM / アートディレクション

2008年
- UKAWANIMATION! / コスチュームデザイン

2006年
- 読売新聞夕刊 / コラム連載

2005年
- ABSOLUTE VODKA WORLD CAMPAIGN / クリエイティブディレクター

## 出演

### 映画
- ピュ〜ぴる（Pyuupiru 2001-2008）（2011年、松永大司監督）
- モンスターズクラブ（2012年、豊田利晃監督）特殊メイクデザインも兼任